# François Labourie

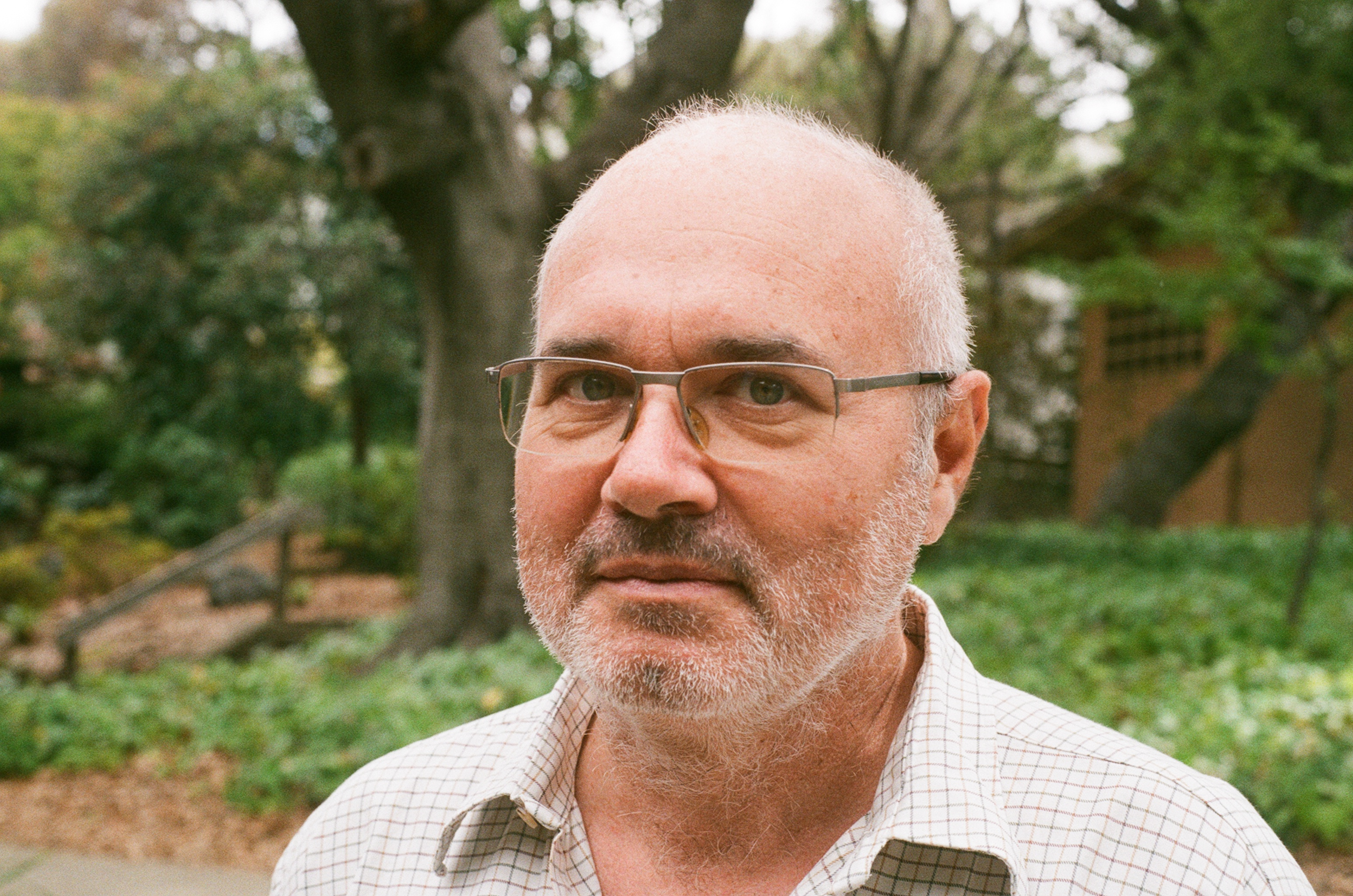
François Labourie, 2019

François Labourie (* 15. Dezember 1960 in Rouen) ist ein französischer Mathematiker.
Labourie ging in Rouen zur Schule und studierte 1980 bis 1985 an der École normale supérieure. 1987 promovierte er bei Michail Gromow (Topologie et géométrie des surfaces localement convexes). Ab 1985 war er Forscher der CNRS an der École polytechnique, wo er 1991 bis 2001 auch Assistenzprofessor war. 1993 habilitierte er sich bei Albert Fathi und Robert Zimmer an der Universität Paris-Süd, wo er seit 1994 Professor ist.
Labourie beschäftigt sich mit Differentialgeometrie, wo er unter anderem konvexe Hyperflächen, pseudoholomorphe Kurven, Anosov-Flüsse und Operationen von Gruppen (Gittern) auf Mannigfaltigkeiten untersuchte. Dabei baute er anfangs viel auf den Ideen von Gromow auf. Er leistete auch wichtige Beiträge zur Verallgemeinerung der Teichmüller-Theorie auf höhere Dimensionen mit Hilfe projektiver Strukturen (Doppelverhältnisse). Mit Yves Benoist und Patrick Foulon (* 1954) löste er eine lange offene Frage über Anosov-Flüsse auf kompakten Mannigfaltigkeiten.
1992 erhielt er den EMS-Preis und 1993 den Carrière Preis der französischen Akademie der Wissenschaften. 1998 war er Invited Speaker auf dem ICM in Berlin (Large group actions on manifolds). 2006 hielt er einen Hauptvortrag auf der Jahrestagung der Deutschen Mathematiker-Vereinigung (Higher Thurston Theory). Seit 1997 ist er Mitglied des Institut Universitaire de France. 2016 wurde er zum Mitglied der Academia Europaea gewählt.

## Schriften (Auswahl)
- mit Y. Benoist: Sur les difféomorphismes d'Anosov affines à feuilletages stable et instable différentiables. Invent. Math. 111 (1993), no. 2, 285–308.
- Un lemme de Morse pour les surfaces convexes. Invent. Math. 141 (2000), no. 2, 239–297.
- mit M. Burger, A. Iozzi, A. Wienhard: Maximal representations of surface groups: symplectic Anosov structures. Pure Appl. Math. Q. 1 (2005), no. 3, Special Issue: In memory of Armand Borel. Part 2, 543–590.
- Anosov flows, surface groups and curves in projective space. Invent. Math. 165 (2006), no. 1, 51–114.
- Cross ratios, surface groups, PSL(n,R) and diffeomorphisms of the circle. Publ. Math. Inst. Hautes Études Sci. No. 106 (2007), 139–213.
- mit W. Goldman, G. Margulis: Proper affine actions and geodesic flows of hyperbolic surfaces. Ann. of Math. (2) 170 (2009), no. 3, 1051–1083.
- mit M. Bridgeman, R. Canary, A. Sambarino: The pressure metric for Anosov representations. Geom. Funct. Anal. 25 (2015), no. 4, 1089–1179.
- Cyclic surfaces and Hitchin components in rank 2. Ann. of Math. (2) 185 (2017), no. 1, 1–58.